# Pholcus circularis
Pholcus circularis là một loài nhện trong họ Pholcidae. Loài này được phát hiện ở Sao Tomé.